# Waterloo (Nový Zéland)
Waterloo je východní předměstí Lower Hutt. Je pojmenováno po bitvě u Waterloo, kde v roce 1815 bojoval vévoda z Wellingtonu. 
Městská rada Lower Hutt popisuje Waterloo jako oblast ohraničenou silnicí Waterloo. Je zde ulice Burnside na severu, železniční linka pojmenovaná po Hutt Valley(Údolí Hutta) na západě, ulice Guthrie na jihu, a kopec Wainuiomata na východě. 